# ريتشارد هايبارد
ريتشارد هايبارد (بالإنجليزية: Richard Hibbard)‏ هو لاعب اتحاد الرغبي بريطاني، ولد في 13 ديسمبر 1983 في نيث ‏ في المملكة المتحدة.

## وصلات خارجية
- ريتشارد هايبارد على موقع دوري الرغبي الممتاز (الإنجليزية)
- ريتشارد هايبارد عل موقع إسبنسكروم (الإنجليزية)
- ريتشارد هايبارد على موقع ItsRugby.co.uk (الإنجليزية)